# Калинова (притока Грузької)
Калинова — річка в Україні у Совєтському й Гірницькому районах м. Макіївки Донецької області. Ліва притока річки Грузької (басейн Азовського моря).

## Опис
Довжина річки 13 км, похил річки 6,4 м/км, площа басейну водозбору 101 км², найкоротша відстань між витоком і гирлом — 10,53 км, коефіцієнт звивистості річки — 1,23. Формується багатьма балками та загатами.

## Розташування
Бере початок у Совєтському районі біля проспекту Кірова. Тече переважно на південний захід і в Гірницькому районі впадає в річку Грузьку, ліву притоку річки Кальміусу.

## Притоки
- Балка Ігнатова, Балка Гончарова (ліві); Балка Мокра Калинова, Балка Суха Калинова (праві).

## Цікаві факти
- Навколо річки існує багато териконів[2].
- Річку перетинає автошлях Т 0507[3] (автомобільний шлях територіального значення у Донецькій області. Пролягає територією Донецької, Макіївської та Харцизької міськрад, а також територією Амвросіївського району через Донецьк — Макіївку — Харцизьк — Іловайськ — Амвросіївку — Успенку (пункт контролю). Загальна довжина — 62,5 км.).